# Пашия
Пашия (на руски: Пашия) е селище от градски тип в Русия, разположено в Горнозаводски район, Пермски край. Населението му към 1 януари 2018 година е 3569 души.